# Dadamatto
I Dadamatto sono un gruppo punk, indie rock di Senigallia, in provincia di Ancona.

## Storia
(dalla canzone Videodrome)
I Dadamatto si formano nel 2003 dall'unione di formato da Marco Imparato (voce, basso, tastiera), Michele Grossi (batteria) e Andrea Vescovi (chitarra) e si legano subito a "Marinaio Gaio", storica etichetta discografica senigalliese. Il primo disco, Ti tolgo la vita, esce nel 2007 ed è prodotto da Mattia Colletti e co-prodotto da Bloody Sound Records, Sweet Teddy Records e Eaten by Squirrels. Già dal primo album il trio mostra influenze post-hardcore miscelate ad una invidiabile capacità melodica e ad una quantomai spiccata intelligenza compositiva. Videodrome, il pezzo di apertura, segna la precoce maturità artistica del gruppo.
Il secondo disco arriva dopo solo un anno: Il derubato che sorride è datato 2008. Omaggio a Pier Paolo Pasolini, si fa distinguere per sonorità più aperte, uso di tastiere, rabbia punk che si fonde ad un calore del tutto mediterraneo. Le influenze sono riconoscibili nei Fugazi, Hüsker Dü, Black Flag e Minutemen da una parte, a livello italiano Marlene Kuntz e soprattutto Domenico Modugno, che si riaggancia all'interesse cantautorale del gruppo (Jim O'Rourke, Nick Drake, Gaber, Flavio Giurato). Le etichette About A Boy, Records! S'il Vous Plait e Self Distribuzione producono il disco. I Dadamatto si fanno riconoscere per live estremamente adrenalinici e partecipativi, l'energia che esprimono li inquadra come una delle migliori live-band a livello italiano.
Nel 2010 collaborano con i conterranei Chewingum alla realizzazione del video Tu devi morire, Lucignolo.
Il 2011 è l'anno di Anema e core, accompagnato dal video di William Shakespeare. La produzione di questo disco è affidata a Manuele “Max Stirner” Fusaroli (Le luci della centrale elettrica, Zen Circus).
Nel 2013 Marco Imparato accompagna, insieme a suo fratello Giovanni (dei Chewingum) la cantante Maria Antonietta in tour.

## Formazione
- Marco Imparato - voce, basso, tastiera
- Michele Grossi - batteria
- Andrea Vescovi - chitarra

## Discografia

### Album in studio
- 2007 - Ti tolgo la vita (CD, Bloody Sound Fucktory/Sweet Teddy Records/Eaten by Squirrels)
- 2008 - Il derubato che sorride (CD, About A Boy/Records! S’il Vous Plait/Self Distribuzione)
- 2011 - Anema e core (CD, Infecta Suoni&Affini)
- 2014 - Rococò (CD, La Tempesta Dischi)
- 2017 - Canneto (CD, autoprodotto)

### EP
- 2011 - Ep (CD, Infecta Suoni&Affini/FaceLikeaFrogRecords)

### Compilation
- 2007 - Tafuzzy Days '07 (Tafuzzy records)
- 2008 - Brigadisco 1 - Poliuterano (Brigadisco)
- 2011 - Top.it 2011 (Top.it)
- 2012 - Apocalypse Wow (diNotte Records/vulcanophono)

### DVD & Video
- 2009 - AA.VV. III° Tagofest (DVD, Bar La Muerte/Boring Machines/Fratto9 Under The Sky Records/FromSCRATCH/Lisca Records/Marinaio Gaio/rudiMENTALE/To Lose La Track/Wallace Records)
- 2009 - Marco se ne è andato - regia di Siro Bercetche
- 2011 - William Shakespeare - regia di Siro Bercetche